# إرفينغ لوب غولدبرغ
إرفينغ لوب غولدبرغ (بالإنجليزية: Irving Loeb Goldberg)‏ هو ضابط وقاضي أمريكي، ولد في 29 يونيو 1906 في بورت أرثر في الولايات المتحدة، وتوفي في 11 فبراير 1995.